# Georgios Diamantis
Georgios Diamantis (griechisch Γεώργιος Διαμαντής) war ein griechischer Sportschütze, der an den Olympischen Sommerspielen 1896 in Athen teilnahm. Er trat im Militärgewehr-Wettkampf über 200 Meter an. Von 40 möglichen Treffern schaffte Diamantis 30. Mit einer Punktzahl von 1456 Punkten schaffte er es auf den siebten Platz. Er trat ebenfalls im Wettbewerb mit dem freien Gewehr über 300 Meter an. Hier sind sein Ergebnis und seine Platzierung unbekannt, er kam jedoch nicht unter die besten 5.